# Sistema Sac Actun
Sistema Sac Actun (từ tiếng Tây Ban Nha và tiếng Yucatec Maya có nghĩa là "Hệ thống Hang động Trắng")  là một hệ thống hang động dưới nước nằm dọc theo bờ biển Caribê của bán đảo Yucatán với các nhánh hang chạy về phía bắc và phía tây của làng Tulum. Việc thảm hiểm bắt đầu từ Gran Cenote 5 kilômét (3,1 mi) phía tây Tulum. Toàn bộ hệ thống hang động được khám phá nằm trong khu tự quản Tulum (bang Quintana Roo), México.
Vào đầu năm 2007, hang động dưới nước Sistema Nohoch Nah Chich được kết nối và chôn sâu vào Sac Actun làm cho nó là hệ thống hang động dưới nước được khảo sát dài nhất trên thế giới.
Sac Actun dài 230,8 km (143,4 dặm) 230,8 kilômét (143,4 mi) (sau khi nối với Sistema Aktun Hu with 34 kilômét (21 mi) tháng 1 năm 2011) và đến thời điểm tháng 5 năm 2017 với chiều dài đã được khám phá là 259,5 kilômét (161,2 mi) chỉ bị qua mặt bởi Sistema Ox Bel Ha với chiều dài 270,2 kilômét (167,9 mi). Từ đầu năm 2007, hai hang động này thường xuyên soán ngôi nhau danh hiệu hệ thống hang động dưới biển sâu nhất Quintana Roo trên thế giới. Bao gồm các hang khô kết nối làm với Sistema Sac Actun với chiều dài 347,7 km (216,1 dặm) là hang động dài nhất ở Mexico và là hang động dài thứ hai thế giới.

## Di vật Thượng Thời đại đồ đá cũ
Vào tháng 3 năm 2008, ba thành viên của nhóm Proyecto Espeleológico de Tulum và đội thám hiểm Các nhà thám hiểm dưới nước toàn cầu, Alex Alvarez, Franco Attolini và Alberto Nava đã khám phá một phần của Sistema Aktun Hu được biết đến như hố Hoyo Negro Ở độ sâu 57 mét (187 ft), thợ lặn tìm thấy xác của một con mastodon cũng như ở độ sâu 43 m (141 ft) có một cái sọ người có thể là bằng chứng lâu đời nhất về nơi ở của con người trong khu vực này cho đến nay.  Các xương bổ sung được lắp dựng lên và bộ xương được xác định sau đó là của một cô gái thiếu niên được gọi là Naia.